# Championnats d'Amérique du Sud d'athlétisme 1939
Navigation
Édition précédente Édition suivante
Les 11e Championnats d'Amérique du Sud d'athlétisme ont eu lieu en 1939 à Lima. Dans cette édition, les épreuves féminines font leur apparition. 

## Résultats

### Hommes
| Épreuves                | Or                                 | Argent                               | Bronze                                  |
| ----------------------- | ---------------------------------- | ------------------------------------ | --------------------------------------- |
| 100 mètres              | José de Assis (BRA) 10 s 6         | Roberto Valenzuela (CHI) 10 s 8      | Eulogio Higueras (PER) 10 s 9           |
| 200 mètres              | José de Assis (BRA) 21 s 4         | Roberto Valenzuela (CHI) 21 s 9      | Jaime Slullitel (ARG) 22 s 0            |
| 400 mètres              | Sylvio Padilha (BRA) 49 s 1        | Antonio Cuba (PER) 49 s 4            | Raúl Muñoz (CHI) 49 s 6                 |
| 800 mètres              | Luis Espinoza (PER) 1 min 55 s 6   | Luis Elorga (ARG) 1 min 56 s 3       | Guillermo García (CHI) 1 min 56 s 3     |
| 1 500 mètres            | Miguel Castro (CHI) 3 min 57 s 6   | Guillermo García (CHI) 3 min 58 s 6  | Juan Herrera (ARG) 4 min 01 s 8         |
| 3 000 mètres            | Miguel Castro (CHI) 8 min 42 s 4   | Ubaldo Ibarra (ARG) 8 min 44 s 0     | Guillermo García (CHI) 8 min 48 s 2     |
| 5 000 mètres            | Miguel Castro (CHI) 15 min 06 s 0  | Roger Ceballos (ARG) 15 min 09 s 8   | Ubaldo Ibarra (ARG) 15 min 12 s 2       |
| 10 000 mètres           | Roger Ceballos (ARG) 31 min 48 s 0 | Raúl Ibarra (ARG) 31 min 53 s 6      | Ezequiel Bustamente (ARG) 31 min 57 s 4 |
| 20 miles                | Manuel Ramírez (CHI) 1 h 58 min 59 | Julio Montecinos (CHI) 1 h59 min 46  | Segundo Rosas (CHI) 2 h 01 min 10       |
| 110 mètres haies        | Alfredo Mendes (BRA) 15 s 0        | Mário da Cunha (BRA) 15 s 6          | Hélio Pereira (BRA) 15 s 6              |
| 400 mètres haies        | Sylvio Padilha (BRA) 53 s 6        | Marcelo Julca (PER) 55 s 0           | Roberto González (ARG) 55 s 5           |
| Saut en hauteur         | Julio Mera (PER) 1,85 m            | Icaro Mello (BRA) 1,85 m             | Carlos Pinto (BRA) 1,85 m               |
| Saut à la perche        | Erwin Reimer (CHI) 3,85 m          | Luís Taliberti (BRA) 3,80 m          | Fernando Montero (CHI) 3,80 m           |
| Saut en longueur        | Márcio de Oliveira (BRA) 7,29 m    | Guillermo Dyer (PER) 7,25 m          | Carlos Iturri (PER) 6,97 m              |
| Triple saut             | Oscar Bringas (PER) 15,22 m        | Néstor Tenorio (ARG) 15,19 m         | Carlos Pinto (BRA) 14,40 m              |
| Lancer de poids         | Francisco Scabello (BRA) 13,88 m   | Karsten Brödersen (CHI) 13,59 m      | Carmine Di Giorgio (BRA) 13,55 m        |
| Lancer du disque        | Bento Barros (BRA) 44,47 m         | Karsten Brödersen (CHI) 41,55 m      | Antônio Giusfredi (BRA) 41,39 m         |
| Lancer du marteau       | Juan Fusé (ARG) 49,77 m            | Assis Naban (BRA) 49,05 m            | Antonio Barticevic (CHI) 47,74 m        |
| Lancer du javelot       | Egon Falkenberg (BRA) 62,84 m      | Luís Pagliari (BRA) 60,14 m          | Oswaldo Wenzel (CHI) 58,85 m            |
| Décathlon               | Juan Colín (CHI) 5 932 points      | João Rehder Netto (BRA) 5 887 points | Karsten Brödersen (CHI) 5 862 points    |
| Relais 4 × 100 mètres   | Brésil 42 s 1                      | Chili 42 s 4                         | Argentine 42 s 4                        |
| relais 4 × 400 mètres   | Brésil 3 min 19 s 0                | Argentine 3 min 19 s 8               | Chili 3 min 20 s 2                      |
| 3 000 mètres par équipe | Chili 10                           | Argentine 11                         | Brésil 33                               |
| Cross-country           | Manuel Carreño (CHI) 49 min 56 s 0 | Raúl Ibarra (ARG) 50 min 16 s 6      | Domingo Ticona (PER) 50 min 23 s 4      |

### Femmes
| Épreuves              | Or                           | Argent                            | Bronze                      |
| --------------------- | ---------------------------- | --------------------------------- | --------------------------- |
| 100 mètres            | Carola Castro (ECU) 12 s 6   | Lelia Spuhr (ARG) 12 s 7          | Julia Druskus (ARG) 12 s 7  |
| 200 mètres            | Lelia Spuhr (ARG) 25 s 9     | Carola Castro (ECU) 26 s 2        | Lily Warch (CHI) 27 s 1     |
| 80 mètres haies       | Sofía Dreyer (ARG) 12 s 5    | Rosa Marticorena (PER) 13 s 1     | Olga Tassi (ARG) 13 s 1     |
| Saut en hauteur       | Ilse Barends (CHI) 1,45 m    | Gabriela Sprenger (CHI) 1,45 m    | Lelia Spuhr (ARG) 1,45 m    |
| Saut en longueur      | Raquel Martínez (CHI) 5,13 m | Olga Tassi (ARG) 5,12 m           | Zoila Garcés (PER) 4,80 m   |
| Lancer de poids       | Ruth Caro (ARG) 11,22 m      | Edith Klempau (CHI) 10,96 m       | Kate Fastner (ARG) 10,71 m  |
| Lancer du disque      | María Boecke (CHI) 32,61 m   | Ernestina Casaverde (PER) 30,61 m | Edith Klempau (CHI) 28,98 m |
| Lancer du javelot     | Ruth Caro (ARG) 36,85 m      | Olga Merino (CHI) 31,91 m         | Kate Fastner (ARG) 30,28 m  |
| Relais 4 × 100 mètres | Argentine 49 s 5             | Chili 50 s 8                      | Pérou 50 s 9                |

## Tableau des médailles
| Rang | Nation    | Or | Argent | Bronze | Total |
| ---- | --------- | -- | ------ | ------ | ----- |
| 1    | Chili     | 11 | 11     | 11     | 33    |
| 2    | Brésil    | 11 | 6      | 6      | 23    |
| 3    | Argentine | 7  | 10     | 11     | 28    |
| 4    | Pérou     | 3  | 5      | 5      | 13    |
| 5    | Équateur  | 1  | 1      | 0      | 2     |